# Frank G. Slaughter
Frank Gill Slaughter fue un escritor estadounidense (Washington D. C., Estados Unidos, 25 de febrero de 1908-Jacksonville, Florida, Estados Unidos, 17 de mayo de 2001) famoso por sus superventas. Fue uno de los autores de más éxitos vendiendo más de sesenta millones de ejemplares de sus novelas. Su pseudónimo es C. V. Terry.

## Biografía
Aunque nació en Washington D. C., Slaughter se crio en una granja cercana a la ciudad de Oxford en el estado de Carolina del Norte.
A los 18 años se licencia en Medicina, cum laude, en la Duke University. Se doctora cuatro años después en la Johns Hopkins Medical School e inicia su profesión de cirujano en el Hospital Riverside de Jacksonville en 1934.
Movilizado en 1942 por la Segunda Guerra Mundial, llega a teniente coronel por méritos de guerra.
Una vez licenciado del ejército en 1946, compagina la medicina con su afición a la escritura durante un tiempo, acabando por dedicarse a la literatura exclusivamente. Destaca como escritor de novelas de trama médica y de temas históricos, especialmente  bíblicos.

## Obra

### Novelas de médicos
- Nadie debería morir.
- Mujeres de blanco.
- Cirujano del aire.
- Convención médica.
- Autopsia de una traición.
- No hay amor más grande.
- Médicos en peligro.
- Hospital de sangre.
- Hospital General del Este.
- La espada y el bisturí (Sword and Scalpel, 1957)
- Vuestro cuerpo y vuestra alma(Your body and your mind,1963)
- Esposas de médicos (Doctors' Wives, 1967)
- Epidemia a bordo (Plague ship, 1976)
- Trasplante (Transplant, 1987)

### Novelas históricas
- Huida sin retorno
- El velo sagrado.
- Camino de Bitinia.
- Madera de ébano (The Golden Isle, 1946)
- María de Magdala (The Galileans: The story of Mary Magdalene, 1953)
- La Venus del cuadro.
- El espejismo de El Dorado.
- Jezabel, el precio del pecado.
- El guerrero de Dios.
- La Venus del espejo.
- David Guerrero rey.
- La cosecha del Diablo.
- El cartógrafo y el misterio de Kemal (The Mapmaker, 1957)
- En un jardín oscuro (In a Dark Green, 1960)
- La dama de Florida.
- Tempestad de pasiones.
- Tu Eres Pedro.
- La Rosa de Jericó.
- Projecto Hermes (Countdown, 1970)
- Sangaree.
- El oro de los Apalaches.